# Árpád Szenes

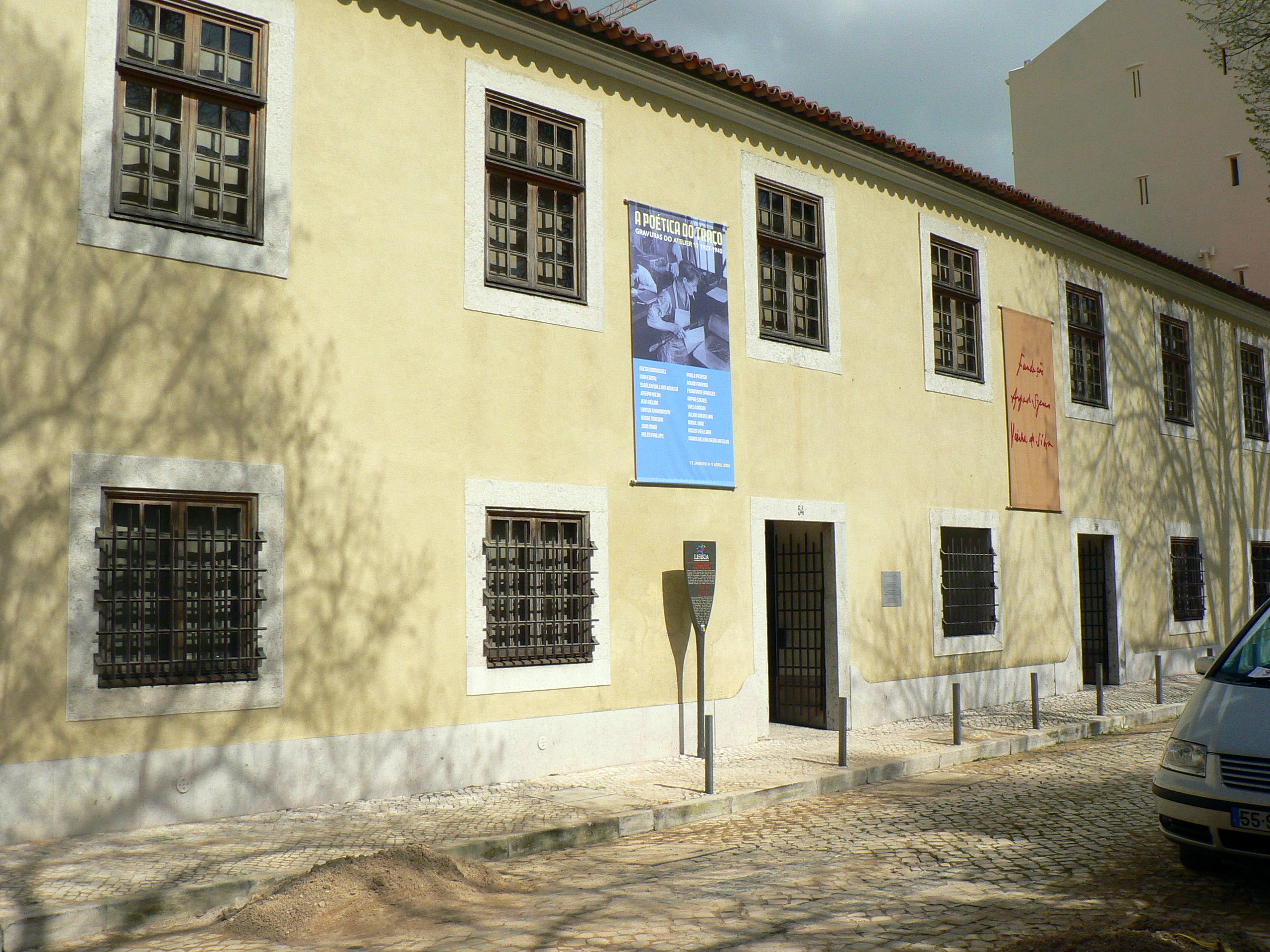
Fundação Arpad Szenes-Vieira da Silva, Lissabon - Die Stiftung und das Museum wurden 1994 gegründet und zeigen das Werk beider Künstler

Árpád Szenes  (* 6. Mai 1897 in Budapest, Ungarn; † 16. Januar 1985 in Paris, Frankreich) war ein ungarisch-französischer Maler.

## Leben
Árpád Szenes begann sehr früh zu malen. Im Jahr 1918 besuchte er die „Freie Akademie“ in Budapest, die eine fortschrittlich-liberale Erziehung praktizierte. Er wurde dort mit der internationalen zeitgemäßen Kunst und mit der Musik von Béla Bartók und Zoltán Kodály und dem Werk des Konstruktivisten Lajos Kassák vertraut gemacht. Im Jahr 1922 hat er seine erste Ausstellung im „Musée Ernst“ in Budapest.
Szenes bereiste die wichtigsten Kulturmetropolen Europas in seiner Zeit und ließ sich schließlich im Jahr 1925 in Paris nieder.
Im Jahr 1929 lernte er Maria Helena Vieira da Silva an der „Académie de la Grande Chaumière“ kennen. Die beiden heirateten ein Jahr später 1930.
1931 begann er sich mit Gravurarbeiten zu beschäftigen. Er kam mit den Künstlern des Surrealismus zusammen, was seine Kunst in dieser Zeit sehr beeinflusste. Er war Mitglied der Association des Écrivains et Artistes Révolutionnaires AEAR.
Nach dem Ausbruch des Zweiten Weltkriegs emigrierte er zusammen mit Vieira da Silva im Jahr 1940 nach Brasilien. Sie lebten dort bis 1947.
Árpád Szenes war einer der wichtigsten Repräsentanten der École de Paris in den 1940er Jahren.
In den 1950er Jahren dominierten Gouachen und Tempera-Arbeiten sein Werk. Er beschäftigte sich in seiner Malerei mit der Wirkung von Licht, dem Erzeugen von Atmosphäre in den Bildern und ließ sich durch die Japanische Kunst inspirieren.
Szenes arbeitete mit Dichtern wie René Char und Claude Esteban, deren Werke er illustrierte.
Im Jahr 1956 nahm er die französische Staatsangehörigkeit an. Árpád Szenes war Teilnehmer der documenta II (1959) und der documenta III (1964) in Kassel. In den 1960er Jahren ist seine internationale Reputation als Künstler endgültig gefestigt.

## Ausstellungen
Szenes hatte zahlreiche Ausstellungen in Frankreich, Portugal und anderen Ländern darunter:
- 2018: Árpád Szenes - Plénitude aux confins de l’existant, Galerie Jeanne Bucher Jaeger, Paris.[1]

## Preise und Auszeichnungen
Szenes wurde unter anderem mit Kunstpreisen des französischen Staates ausgezeichnet.

## Gedenken
In Lissabon zeigt das Museum der Stiftung Fundação Arpad Szenes-Vieira da Silva Leben und Werk von Szenes und Vieira.
Filme
Der portugiesische Regisseur José Álvaro Morais drehte 1978 den Dokumentarfilm Ma Femme Chamada Bicho (französisch-portugiesisch für: Meine Frau namens Tier) über das Paar, in dem sich zudem Künstler und Kunsthistoriker wie Mário Cesariny, Guy Wellen, Maria Lek, Dora Vallier, Jeanne Bucher, Jean-François Jaeger, Sophia de Mello Breyner Andresen und Agustina Bessa-Luís zu Leben und Werk der beiden äußern.
Es folgt eine Auswahl an Filmen:
- 2021: Vierarpad; R: João Mário Grilo
- 1986: Vieira Da Silva: Arpad Szenes, images partagées; R: Charles Chaboud
- 1978: Ma Femme Chamada Bicho; R: José Álvaro Morais
- 1975: The Challenge... A Tribute to Modern Art; R: Herbert Kline
- 1961: L'art et les hommes (frz. Fernsehserie, Folge Pourquoi Paris en 1960?)